# Rue Chérubini
Pour les articles homonymes, voir Cherubini (homonymie).
La rue Chérubini est une voie du 2e arrondissement de Paris, en France.

## Situation et accès
La rue Chérubini est une voie publique située dans le 2e arrondissement de Paris. Elle débute au 11, rue Chabanais et se termine au 52, rue Sainte-Anne.

## Origine du nom
Elle porte le nom du compositeur italien naturalisé français Marie Louis Charles Zanobi Salvatore Cherubini, plus connu sous le nom de Luigi Cherubini (1760-1842),.

## Historique
En 1776, la rue Chabanais, formant équerre, est ouverte entre la rue Sainte-Anne et la rue Neuve-des-Petits-Champs. Une ordonnance du 26 mai 1838 prescrit le prolongement en ligne droite jusqu’à la rue Rameau de la partie de la rue de Chabanais prenant naissance à la rue Neuve-des-Petits-Champs. La partie restante est renommée par une ordonnance royale en date du 5 août 1844 en raison de sa proximité de l'emplacement de l'ancien Opéra et des rues Lulli et Rameau.

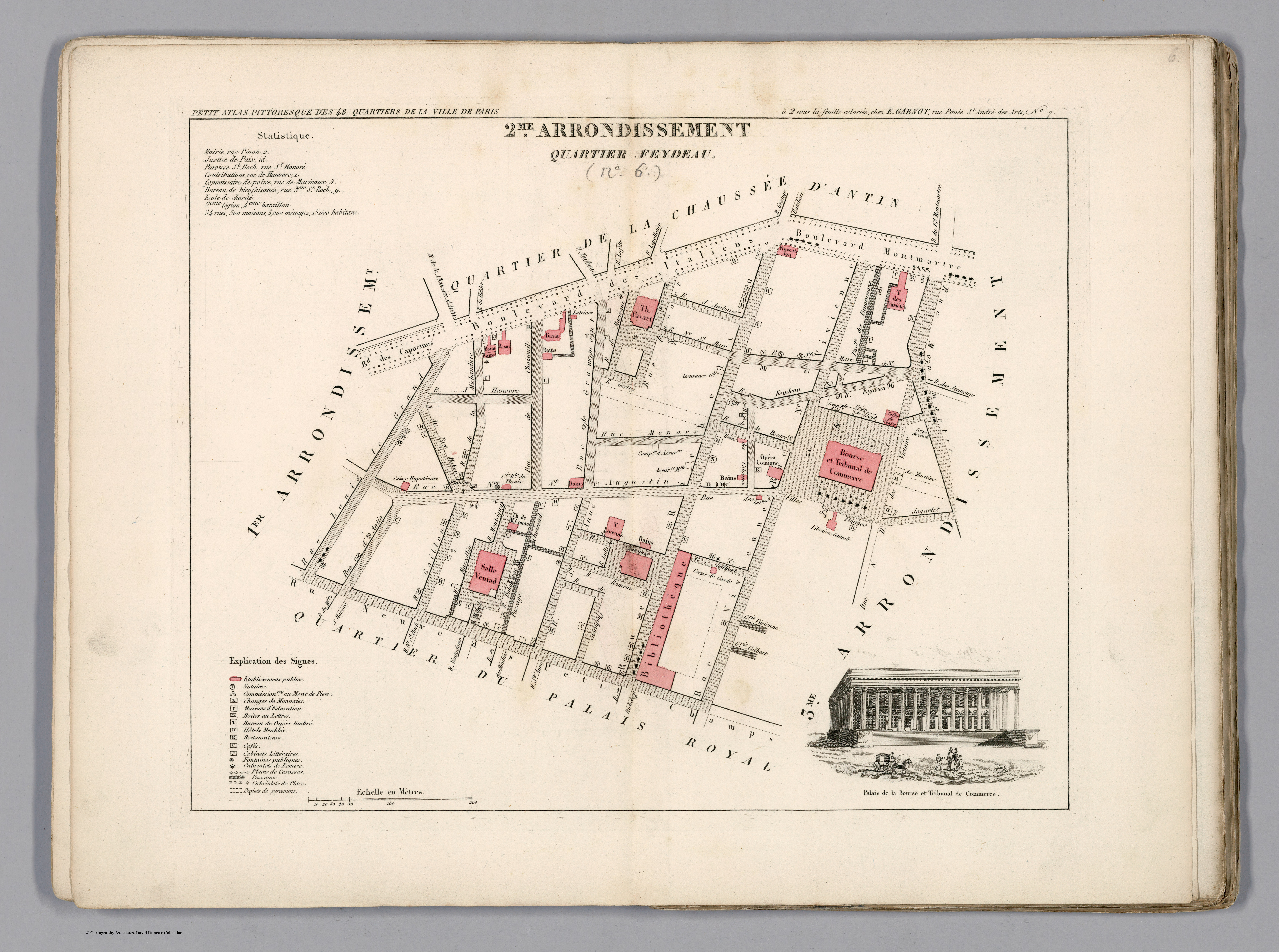
Plan du quartier Feydeau dans l'ancien 2e arrondissement en 1834.

## Pour approfondir